# Seznam rektorů Slezské univerzity v Opavě
Chronologický seznam rektorů Slezské univerzity v Opavě od jejího založení v roce 1991.
1. prof. RNDr. Martin Černohorský, CSc. (1992–1998)
2. prof. RNDr. Demeter Krupka, DrSc. (1998–2001)
3. prof. PhDr. Zdeněk Jirásek, CSc. (2001–2007)
4. doc. PhDr. Rudolf Žáček, Dr. (2007–2015)
5. doc. Ing. Pavel Tuleja, Ph.D. (2015–2023)
6. doc. Mgr. Tomáš Gongol, Ph.D. (2023 – současnost)